# Coptomma variegatum
Coptomma variegatum är en skalbaggsart som först beskrevs av Fabricius 1775.  Coptomma variegatum ingår i släktet Coptomma och familjen långhorningar. Inga underarter finns listade i Catalogue of Life.

## Bildgalleri

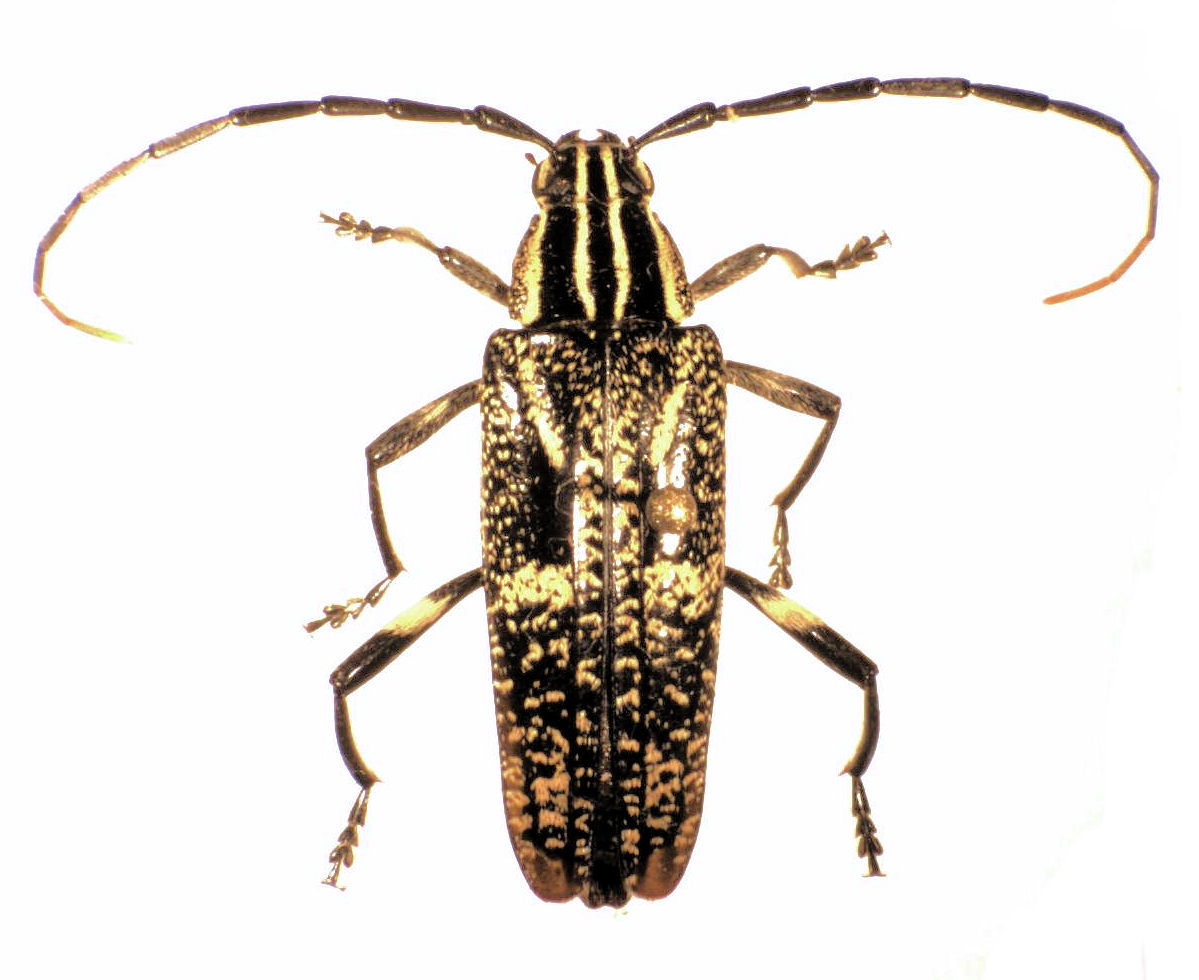